# Giovanni Dell'Elce
Giovanni Dell'Elce (Pescara, 28 giugno 1956) è un politico italiano.
È stato deputato alla Camera dal 9 maggio 1996 al 14 marzo 2013 in quattro legislature (XIII, XIV, XV, XVI) per Forza Italia e Il Popolo della Libertà, sottosegretario di Stato al Ministero dello sviluppo economico nel governo Berlusconi II e sottosegretario di Stato per l'attuazione del programma di governo nel governo Berlusconi III.

## Biografia
Nato il 28 giugno 1956 a Pescara (Abruzzo), si è laureato in giurisprudenza all'Università Cattolica del Sacro Cuore di Milano, dove vive, coniugato e con due figli, e nel 1982 svolge incarichi dirigenziali in varie aziende.
Nel 1995 si occupa dell'organizzazione dei club di Forza Italia per poi ricoprire la carica di amministratore nazionale e tesoriere del partito, succedendo a Domenico Lo Jucco.
Alle elezioni politiche del 1996 viene candidato alla Camera dei deputati, tra le liste proporzionale di Forza Italia nella circoscrizione Abruzzo, ed eletto deputato. Nella XIII legislatura della Repubblica è stato componente della 10ª Commissione Attività produttive, commercio e turismo.
Nel 1998 fonda col fratello Lorenzo Dell'Elce lo studio legale Dell'Elce e Associati di Milano.
Alle elezioni politiche del 2001 viene ricandidato alla Camera nel collegio uninominale di Chieti, sostenuto dalla coalizione di centro-destra Casa delle Libertà in quota forzista, dove viene eletto deputato con il 48,85% dei voti contro i candidati de L'Ulivo Francesco Ricci (38,74%), della Lista Di Pietro Valerio Cesarini (5,29%) e di Democrazia Europea Carlo De Felice (4,47%). Nel corso della XIV legislatura ha fatto parte della 14ª Commissione Politiche dell'Unione europea, sostituito da Manlio Collavini.
Con la formazione del secondo governo presieduto da Silvio Berlusconi, viene nominato sottosegretario di Stato al Ministero dello sviluppo economico, con delega all'energia.
Assume la carica di sottosegretario di Stato per l'attuazione del programma di governo nel governo Berlusconi III.
Ha seguito personalmente l'elaborazione e l'esame parlamentare di tutte le leggi approvate in materia di energia sotto il II Governo Berlusconi per combattere la crisi della produttività energetica del Paese.
I primi provvedimenti importanti approvati, d'iniziativa al Governo, sono stati il decreto-legge 7 febbraio 2002, n.7, cosiddetto sblocca-centrali, e la legge ottobre 2003 n.290, cosiddetta "antiblackout". Successivamente viene approvata la cosiddetta "legge Marzano", il cui obiettivo è quello di garantire la sicurezza nazionale del servizio insieme alla reale privatizzazione del mercato. Nel 2004 l'avvio alla Borsa Elettrica ha rappresentato una svolta epocale in cui il dispacciamento elettrico ha assunto il criterio di merito economico, quello della domanda e dell'offerta, e non più come era stato da sempre, tramite accordi diretti fra produttori.
L'8 marzo 2002 è stato vittima di un grave incidente in elicottero a Courmayeur, dopo il quale ha attraversato un lungo periodo di riabilitazione; sulla vicenda ci ha scritto un libro.
Terminata l'attività politica quando non viene ricandidato alle elezioni politiche del 2013, torna alla professione di avvocato.

## Incarichi politici
Viene rieletto alla Camera in quelle successive: nella XIV legislatura in Abruzzo (2001), nella XV in Toscana (2006), e di nuovo in Abruzzo nelle XVI.

## Incarichi nel partito
Nel 1995 Responsabile Nazionale dei promotori Azzurri.
Dal 1996 al 2002 ricopre la carica di Amministratore Nazionale del movimento politico di Forza Italia.
Si è occupato di sviluppare i club Forza Italia su tutto il territorio nazionale

## Esperienze letterarie
Ha collaborato con il periodico "Il giornale del Dirigente" ed è stato membro del Comitato direttivo della Federazione italiana pubblici esercizi - FIPE.
È coautore dei saggi: "il vento dell'est - complessa transizione dei Paese postcomunisti", Milano 1997 e "La sinistra si è venduta l'anima", Milano 1999 e autore del racconto autobiografico "l'incidente", Milano 2004.